# The Double O
The Double O è un film muto del 1921 diretto da Roy Clements che ne firma anche la sceneggiatura e aveva come interpreti Jack Hoxie, Steve Clemento, William Berke, Ed La Niece, Evelyn Nelson. Di genere western, fu prodotto da Ben F. Wilson per la sua casa di produzione.

## Trama
Happy Hanes, il caposquadra del Double O, un ranch che si trova vicino al confine con il Messico, e il suo amico Jim non sono grandi estimatori del manager del ranch, Mat Haley. Costui è un tipo infido che, in combutta con Cholo Pete, si è accordato con i ladri di bestiame. Happy finisce per irritare la nuova proprietaria del ranch, Frances Powell, offrendole Pete (che dice di avere vinto a carte) in cambio di un bacio. Lei reagisce licenziandolo. Haley, che vorrebbe sposarla per avere le mani completamente libere nella gestione dell'azienda, le chiede di sposarlo: al suo rifiuto, la rapisce. A salvarla, giunge Happy che, però, a sua volta, viene sequestrato dai messicani che ne vogliono un riscatto. Questa volta, a correre in suo aiuto sarà Frances. I due, alla fine, convoleranno felicemente a nozze.

## Produzione
Il film fu prodotto dalla Ben Wilson Productions, la casa di produzione fondata dall'attore e regista Ben F. Wilson.

## Distribuzione
Il copyright del film, richiesto dalla Arrow Film Corp., fu registrato il 3 dicembre 1921 con il numero LP17272.

Distribuito dalla Arrow Film Corporation, il film - in cinque rulli - uscì nelle sale statunitensi il 29 novembre 1921. Il 1º dicembre 1930, distribuita dalla Syndicate Film Exchange, uscì negli Stati Uniti una riedizione del film, ridotto in un cortometraggio della lunghezza di 600 metri (corrispondenti a due bobine).
Copia completa della pellicola si trova conservata negli archivi della Cinémathèque Royale de Belgique di Bruxelles.